# Oštrolistac
Oštrolistac (trahistemon, lat. Trachystemon), rod trajnica čiji je jedini predstavnik oštrolistac (T. orientale, T. orientalis), nekada klasificiran rodu oštrolist ili Borago, porodica boražinovke.
Domovina su mu Turska i Bugarska, odakle je uvezen u Englesku 1860-tih i Sjevernu Ameriku 1970-tih godina, Njemačku i Kanalske otoke.

## Sinonimi
- Borago constantinopolitana Hill; Veg. Syst., ed. 7: 45 (1764)
- Borago cordifolia Moench; Meth. Suppl. 275 (1802)
- Borago inflata Salisb.; Prodr. Stirp. Chap. Allerton 116 (1796)
- Borago orientalis L.; Sp. Pl.: 138 (1753)
- Nordmannia cordifolia Ledeb. ex Nordm.; Bull. Sci. Acad. Imp. Sci. Saint-Pétersbourg 2: 312 (1837), nom. superfl.
- Ptilostemon orientalis (L.) DC. ex A.DC.; Prodr. [A. DC.] 10: 36 (1846)